# Pherbellia gutipennis
Pherbellia gutipennis är en tvåvingeart som först beskrevs av Friedrich Georg Hendel 1932.  Pherbellia gutipennis ingår i släktet Pherbellia och familjen kärrflugor. Inga underarter finns listade i Catalogue of Life.